# Leptogenys mexicana
Leptogenys mexicana är en myrart som först beskrevs av Mayr 1870.  Leptogenys mexicana ingår i släktet Leptogenys och familjen myror. Inga underarter finns listade i Catalogue of Life.